# TjyvBjäta
TjyvBjäta, egentligen Beata Rutblad, var en kvinna som avrättades 25 februari 1747 i Galasjö i Anundsjö socken utanför Örnsköldsvik för upprepade stölder.

## Bakgrund
TjyvBjäta föddes som Beata Johansdotter i Malax socken i Österbotten, Finland, okänt år i början av 1700-talet. Missväxt och nöd förde henne med sina föräldrar till Sverige. Vid slutet av 1720-talet gifte hon sig med båtsmannen Erik Persson och födde mellan 1730 och 1742 sju barn, varav det första dog i späd ålder. När Beata väntade sin yngste son, dog hennes man. Nödåret 1744 gifte sig Beata på nytt med båtsmannen Christopher Olsson Rutblad och flyttade till Norrflärke i Anundsjö socken. Den nye maken kallades snart ut till krig. Det var då Beata började begå upprepade stölder som blev mycket omtalade i trakten.

## Rättsprocess och avrättning
Om det var nöden eller kleptomani som fick henne att stjäla är okänt. Beata stal det mesta hon kom över, kläder, mat, pengar och till och med får och getter. Extra allvarligt sågs att hon även stal från kyrkan och kyrkoherden själv. Trots att hon två gånger fick slita spö och plikta vid pålen intill kyrkan, fortsatte hon att stjäla. Efter tredje arresteringen i september 1746 lyckades hon fly under ett besök på utedasset. Efter en månads flykt och stöldturné greps Beata i en lada i Risbäck.
Beata dömdes denna gång till lagens strängaste straff, döden genom hängning. Avrättningen verkställdes offentligt i Galasjö den 25 februari 1747. Enligt berättelser fick kroppen hänga kvar tills kläderna började ruttna, för att på våren nedgrävas på galgbacken. Platsen har sedan dess kallats Bjätaback.

## Eftermäle
Efter hennes död började rykten cirkulera. Det sades att hon skar tungan av stulna får och getter för att de inte skulle kunna bräka. Vidare sades att hon grävde upp barnlik och använde de utstuckna ögonen till svartkonster. Länsman David Hielman, som ledde jakten och processen mot henne, sade sig alltid känna något oknytt i luften vid Bjätaback.
Om länsman David Hielman sades att han var en kraftfull man, men inte särskilt populär bland folket. Han ansågs vara inställsam mot finare folk och överlägsen mot vanligt folk. Han hyste extra agg mot Beata, inte bara för stölderna, utan också för att hon uppträtt uppnosigt och respektlöst mot honom vid konfrontationerna. Det berättades att Hielman hade svårt att dölja sin förtjusning vid hennes båda spöstraff. Efter att hennes andra spöstraff verkställts ska Hielman ha uttryckt: "Sanna mina ord. Denna kvinna kommer att hamna i galgen". Efter Beatas död fattade hennes son Nils och Hielmans dotter Greta Lisa tycke för varandra och ingick äktenskap. Hielman försökte förhindra detta, men lyckades inte. Det sades att länsman Hielman resten av sitt liv förbannade ödet att hans vägar någonsin hade korsats av TjyvBjäta.

## Inom kulturen
Författaren Bo R. Holmbergs bok Tjuvens dotter, liksom hans pjäs TjyvBjäta är baserade på historien om Beata Rutblad. Hon förekommer också i boken Androm till nöd och varnagel av Lennart Selling och Ewa Hanaeus.